# Sergei Eduardowitsch Schulajew
Sergei Eduardowitsch Schulajew (russisch Сергей Эдуардович Шулаев, wiss. Transliteration Sergej Ėduardovič Šulaev; geboren am 18. Juni 1996) ist ein ehemaliger russischer Skispringer, der vorwiegend auf nationaler Ebene Erfolge erreichte. Er gewann drei Medaillen bei russischen Meisterschaften im Erwachsenenbereich.

## Werdegang
Sergei Schulajew trat ab 2012 in ersten internationalen Wettbewerben unter dem Dach der Fédération Internationale de Ski, vorwiegend im FIS Cup, in Erscheinung. Schulajew nahm an den Nordischen Junioren-Skiweltmeisterschaften 2013 in Liberec teil. Im Einzelwettkampf von der Normalschanze wurde er aufgrund einer zu großen Skilänge im Verhältnis zu seinem Körpergewicht disqualifiziert. Im Teamwettkampf erreichte er gemeinsam mit Jewgeni Klimow, Michail Maximotschkin und Wladislaw Bojarinzew den siebten Platz.
Wenige Wochen später trat er auch zu drei Wettbewerben beim Europäischen Olympischen Winter-Jugendfestival 2013 in Râșnov an. Im Einzelspringen von der Normalschanze belegte er den 19. Platz. Im Teamwettbewerb von der Normalschanze wurde er Siebter und im Mixed-Team-Wettbewerb von der mittleren Schanze Fünfter. Gegen Ende der Saison 2012/13 gab er in Nischni Tagil am 16. März 2013 sein Debüt im Skisprung-Continental-Cup. Am darauffolgenden Tag erreichte er mit einem 23. Platz an gleicher Stelle die einzigen Wertungspunkte.
Bei den Nordischen Junioren-Skiweltmeisterschaften 2014 in Predazzo wurde Schulajew zusammen mit Michail Nasarow, Alexei Kamynin und Wladislaw Bojarinzew Neunter im Teamwettbewerb. Im Herbst desselben Jahres gewann er bei den russischen Sommer-Meisterschaften im Skispringen 2014 in Krasnaja Poljana die Silbermedaille für die Oblast Nischni Nowgorod im Team mit Iwan Lanin, Alexander Sardyko und Denis Kornilow. Diese war seine erste nationale Medaille im Erwachsenenbereich.
Schulajew nahm noch zwei weitere Male an Nordischen Junioren-Skiweltmeisterschaften teil. Bei den Junioren-Skiweltmeisterschaften 2015 in Almaty belegte er den 59. Platz im Einzelwettkampf und an der Seite von Wadim Schischkin, Alexander Baschenow und Artur Sultangulow den elften Platz im Teamwettbewerb. Ein Jahr später wurde er bei den Junioren-Skiweltmeisterschaften 2016 in Râșnov 47. im Einzelwettkampf und gemeinsam mit Kirill Kotik, Artur Sultangulow und Sergei Pyschow wiederum Elfter im Teamwettbewerb.
Seitdem trat er zu keinen FIS-Wettkämpfen mehr an. Im Rahmen der russischen Sommer-Meisterschaften 2016 wurde er im Team mit Denis Kornilow, Michail Maximotschkin und Roman Trofimow russischer Meister für die Oblast Nischni Nowgorod. Ein Jahr später gewann er bei den russischen Sommer-Meisterschaften 2017 mit Maxim Migatschew, Alexander Schuwalow und Iwan Lanin im Team die Bronzemedaille.

## Statistik
Continental-Cup-Platzierungen
| Saison  | Sommer | Sommer | Winter | Winter | Gesamt | Gesamt |
| Saison  | Platz  | Punkte | Platz  | Punkte | Platz  | Punkte |
| ------- | ------ | ------ | ------ | ------ | ------ | ------ |
| 2012/13 | —      | —      | 122.   | 0008   | 161.   | 0008   |